# 厚木操車場
厚木操車場（あつぎそうしゃじょう）は、神奈川県海老名市河原口にある相模鉄道（相鉄）の操車場である。相模国分信号所と厚木駅を結ぶ貨物線である相鉄厚木線の厚木駅の一部。北側は1926年5月に神中鉄道厚木駅として、南側は1929年1月に相模鉄道中新田口乗降場として開業。

## 概要
1929年（昭和4年）1月、小田急小田原線河原口駅（現 厚木駅）との連絡のため、相模鉄道（旧 神中鉄道）厚木駅の構内配線を南側に約200メートル（営業キロは0.3 km）延長し、厚木駅構内扱いの中新田口乗降場として開業。1941年（昭和16年）11月、相模国分駅（現 相模国分信号所） - 海老名駅の新線の開業による相鉄厚木線の旅客営業廃止に伴い、中新田口乗降場を廃止。その後、厚木駅の貨物ヤードとして転用。
相鉄の保有車両の増加に伴い、相鉄厚木駅の旧貨物ヤードを留置線として利用している。運用中の車両のほか、休車扱いの車両を留置したり、甲種輸送で車両を搬入・搬出する際にも使用される。

## 歴史
- 1926年（大正15年）
  - 5月12日：神中鉄道（現在の相鉄厚木線・本線）の開業に伴い、厚木駅が開業。
  - 7月15日：相模鉄道（現在のJR相模線）が厚木駅まで延伸し、厚木駅で神中鉄道と接続。
- 1927年（昭和2年）4月1日：小田原急行鉄道の河原口駅が開業。
- 1929年（昭和4年）1月22日：小田急小田原線河原口駅（現 厚木駅）との連絡のため、相模鉄道（旧 神中鉄道）厚木駅の構内配線を南側に約200m延長し、厚木駅構内扱いの中新田口乗降場を開業[1]。
- 1941年（昭和16年）11月25日：相模国分 - 海老名間開業に伴い、相模国分 - 厚木の旅客営業が廃止され、同区間が貨物線となる。これに伴い中新田口乗降場も廃止。
- 1965年（昭和40年）1月23日：操車場の新駅舎が完成[2]。
- 1990年（平成2年）：相模鉄道厚木駅の旧貨物ヤード（厚木駅 - 中新田口乗降場）を、留置線に配線変更。
- 2024年（令和6年）：東急電鉄所属車両の厚木操車場への定期的な入線を開始（夜間滞泊）[3]。なお、JR東日本車の同操車場での夜間滞泊や昼間留置は、これまで通り設定されていない。

## ギャラリー

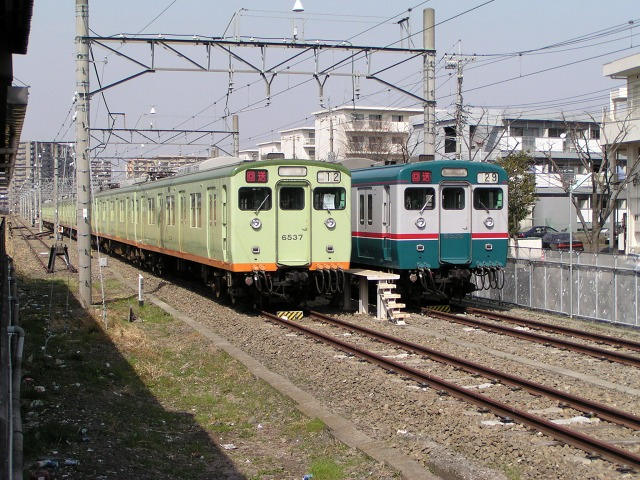
留置されている新6000系、右は旧標準色復活編成（2004年3月撮影）
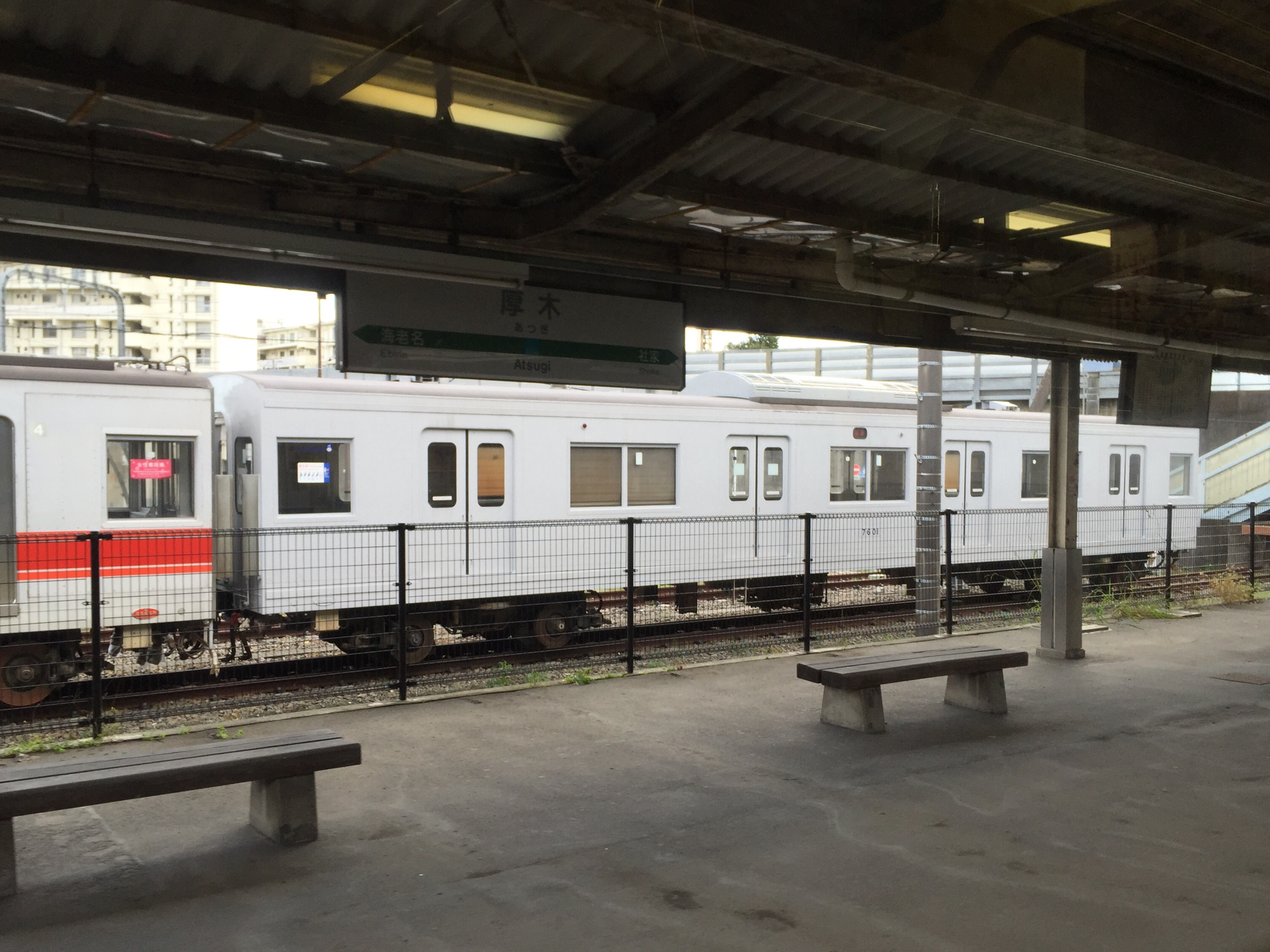
留置されている7000系、サハ7601号車はYOKOHAMA NAVYBLUEの色の調整をするために試験塗装され[4]、その後に白色となった（2015年11月撮影）